# Sarawak Stadium
Das Sarawak Stadium ist ein multifunktionelles Stadion in Kuching, Malaysia. Es wird hauptsächlich für Fußballspiele verwendet. Es hat eine Kapazität von 40.000 Plätzen und ist das Heimstadion des Sarawak FA, der in der Malaysia Super League spielt. Hier wurden außerdem Spiele der Junioren-Fußballweltmeisterschaft 1997 ausgetragen. Im Mai 2006 fanden alle 15 Spiele des AFC President’s Cup 2006 im Stadion statt, darunter auch das Finale zwischen dem kirgisischen Verein FK Dordoi-Dynamo und Wachsch Qurghonteppa aus Tadschikistan, das die Kirgisen mit 2:1 nach Verlängerung gewannen.